# James Tomkins (calciatore)
James Oliver Charles Tomkins (Basildon, 29 marzo 1989) è un calciatore inglese, di ruolo difensore.

## Carriera

### Club

#### West Ham
All'età di 7 anni entra nelle giovanili del West Ham Utd. Inizialmente gioca come attaccante, successivamente viene schierato prima come ala e poi come difensore centrale. Nel 2007 viene aggregato alla prima squadra. Esordisce in Premier League il 22 marzo 2008 contro l'Everton. Al termine della sua prima stagione colleziona 6 presenze. Nei primi 3 mesi della stagione 2008-2009 rimane fermo a causa di un infortunio ai legamenti del ginocchio subito con la Nazionale inglese Under-21. Il 27 novembre, una volta guarito, passa in prestito al Derby County fino alla fine dell'anno. Il 1º gennaio 2009 ritorna al West Ham e fa il suo esordio stagionale in FA Cup contro il Barnsley. Il 4 aprile segna il suo primo gol con gli Hammers nella partita di Premier League vinta per 2-0 contro il Sunderland.

#### Crystal Palace
Il 5 luglio 2016 viene acquistato a titolo definitivo per 11,7 milioni di euro dalla squadra inglese del Crystal Palace con cui firma un contratto quinquennale con scadenza il 30 giugno 2021.

### Nazionale
Ha giocato nelle varie nazionali inglesi tra cui: Under-16, Under-17, Under-18, Under-19, Under-20 ed Under-21. Ha esordito con l'Under-21 l'8 giugno 2009 nella partita vinta per 7-0 contro l'Azerbaigian. Ha giocato 2 partite al Campionato europeo Under-21 2009 svoltosi in Svezia.

## Statistiche

### Presenze e reti nei club
Statistiche aggiornate al 17 dicembre 2023.
| Stagione              | Squadra               | Campionato            | Campionato | Campionato | Coppe nazionali | Coppe nazionali | Coppe nazionali | Coppe continentali | Coppe continentali | Coppe continentali | Altre coppe | Altre coppe | Altre coppe | Totale | Totale |
| Stagione              | Squadra               | Comp                  | Pres       | Reti       | Comp            | Pres            | Reti            | Comp               | Pres               | Reti               | Comp        | Pres        | Reti        | Pres   | Reti   |
| --------------------- | --------------------- | --------------------- | ---------- | ---------- | --------------- | --------------- | --------------- | ------------------ | ------------------ | ------------------ | ----------- | ----------- | ----------- | ------ | ------ |
| gen.-giu. 2008        | West Ham Utd          | PL                    | 6          | 0          | FACup+CdL       | 0+0             | 0               | -                  | -                  | -                  | -           | -           | -           | 6      | 0      |
| nov.-dic. 2008        | Derby County          | FLC                   | 7          | 0          | FACup+CdL       | 0+1             | 0               | -                  | -                  | -                  | -           | -           | -           | 8      | 0      |
| dic. 2008-2009        | West Ham Utd          | PL                    | 12         | 1          | FACup+CdL       | 3+0             | 0               | -                  | -                  | -                  | -           | -           | -           | 15     | 1      |
| 2009-2010             | West Ham Utd          | PL                    | 23         | 0          | FACup+CdL       | 1+2             | 0               | -                  | -                  | -                  | -           | -           | -           | 26     | 0      |
| 2010-2011             | West Ham Utd          | PL                    | 19         | 1          | FACup+CdL       | 3+6             | 0               | -                  | -                  | -                  | -           | -           | -           | 28     | 1      |
| 2011-2012             | West Ham Utd          | FLC                   | 44+3       | 4+0        | FACup+CdL       | 0+0             | 0               | -                  | -                  | -                  | -           | -           | -           | 47     | 4      |
| 2012-2013             | West Ham Utd          | PL                    | 26         | 1          | FACup+CdL       | 2+1             | 0               | -                  | -                  | -                  | -           | -           | -           | 29     | 1      |
| 2013-2014             | West Ham Utd          | PL                    | 31         | 0          | FACup+CdL       | 0+4             | 0               | -                  | -                  | -                  | -           | -           | -           | 35     | 0      |
| 2014-2015             | West Ham Utd          | PL                    | 22         | 1          | FACup+CdL       | 3+0             | 0               | -                  | -                  | -                  | -           | -           | -           | 25     | 1      |
| 2015-2016             | West Ham Utd          | PL                    | 25         | 0          | FACup+CdL       | 2+1             | 1+0             | UEL                | 4                  | 2                  | -           | -           | -           | 32     | 3      |
| Totale West Ham       | Totale West Ham       | Totale West Ham       | 208+3      | 8+0        |                 | 28              | 1               |                    | 4                  | 2                  |             | -           | -           | 243    | 11     |
| 2016-2017             | Crystal Palace        | PL                    | 24         | 3          | FACup+CdL       | 2+1             | 0               | -                  | -                  | -                  | -           | -           | -           | 27     | 3      |
| 2017-2018             | Crystal Palace        | PL                    | 28         | 3          | FACup+CdL       | 0+2             | 0               | -                  | -                  | -                  | -           | -           | -           | 30     | 3      |
| 2018-2019             | Crystal Palace        | PL                    | 29         | 1          | FACup+CdL       | 1+0             | 0               | -                  | -                  | -                  | -           | -           | -           | 30     | 1      |
| 2019-2020             | Crystal Palace        | PL                    | 18         | 1          | FACup+CdL       | 1+0             | 0               | -                  | -                  | -                  | -           | -           | -           | 19     | 1      |
| 2020-2021             | Crystal Palace        | PL                    | 8          | 0          | FACup+CdL       | 1+0             | 0               | -                  | -                  | -                  | -           | -           | -           | 9      | 0      |
| 2021-2022             | Crystal Palace        | PL                    | 8          | 1          | FACup+CdL       | 0+1             | 0               | -                  | -                  | -                  | -           | -           | -           | 9      | 1      |
| 2022-2023             | Crystal Palace        | PL                    | 6          | 1          | FACup+CdL       | 0+1             | 0               | -                  | -                  | -                  | -           | -           | -           | 7      | 1      |
| 2023-2024             | Crystal Palace        | PL                    | 1          | 0          | FACup+CdL       | 0+1             | 0               | -                  | -                  | -                  | -           | -           | -           | 2      | 0      |
| Totale Crystal Palace | Totale Crystal Palace | Totale Crystal Palace | 122        | 10         |                 | 11              | 0               |                    | -                  | -                  |             | -           | -           | 133    | 10     |
| Totale carriera       | Totale carriera       | Totale carriera       | 337+3      | 18+0       |                 | 40              | 1               |                    | 4                  | 2                  |             | -           | -           | 384    | 21     |